# イエメン王国

イエメン・ムタワッキリテ王国
المملكة المتوكلية اليمنية

国歌: تحية ملكية（アラビア語）
ロイヤル・サルート

イエメン・ムタワッキリテ王国（アラビア語: المملكة المتوكلية اليمنية, ラテン文字転写: al-Mamlakah al-Mutawakkilīyah al-Yamanīyah）通称イエメン王国は、1918年から1970年までの間、現在のイエメン西部に存在した国家。首都は当初タイズにあり、後にサナアに遷った。
シーア派の一派・ザイード派のイマームが897年にイエメンに拠点を置き、その子孫のラシード家から出るイマームが、時には他の王朝の支配下に置かれながらこの地を統治してきた。1918年10月30日に当時のイマームであったアル＝ムワッタキル・ヤヒヤ・ムハンマド・ハミードゥッディーンがオスマン帝国からの独立を宣言し王制を敷いた。1958年にアラブ連合共和国との間でアラブ国家連合を構成するが、1961年にシリアが独立したことに伴いアラブ連合共和国が崩壊したため解消した。
1962年に王制が打倒されて、汎アラブ主義を掲げた新政府イエメン・アラブ共和国が成立した。
なお、王制派はサウジアラビアに亡命政府を樹立し、イエメン・アラブ共和国政府との間で1970年まで内戦が続いた。

## 国名
正式名称はアラビア語で、アル・マムラカ・アル・ムタワッキリーヤ・アル・ヤマニーヤ（アラビア語:       المملكة المتوكلية اليمنية , ラテン文字転写: al-Mamlakah al-Mutawakkilīyah al-Yamanīyah）。
日本語の表記は、イエメン・ムタワッキル王国。通称、イエメン王国。
1947年9月30日に国際連合に加盟した際、イエメン王国はイエメン（Yemen）を代表する国家として加入した。これは、当時イエメン王国がイエメンを名乗る唯一の国家として存在していた為である。ただし、王国崩壊後に成立したイエメン・アラブ共和国は、南イエメンがイエメンを名乗る別個の国家として独立したことで、相対的に北イエメンと通称されるようになった。その影響から、今日ではイエメン王国を、イエメン・アラブ共和国から歴史的に遡及して、北イエメンと称することもある。

## 国境線
1934年、サウジアラビアとイエメン王国が交戦状態となった。停戦時に結ばれたターイフ条約は国境線の画定を先延ばしにするものであり、国境線は20世紀を通じて曖昧な状態が続いた。